# طبقة هيفيسيد - كينلي

صورة تصف مقطع شاقولي من الغلاف الجوي المتشرد

طبقة هيفيسيد - كينلي Heaviside - Kennelly Layer
هي مقطع شاقولي من الغلاف الجوي المتشرد, يمتد من ارتفاع 100 حتى 120 كم, وتقوم هذه الطبقة بعكس أمواج الراديو الطويلة نحو سطح الأرض, لكنها تسمح لأمواج الراديو القصيرة باختراقها حتى الطبقة العاكسة عند ارتفاع 300 كم.
المصدر: المعجم الجغرافي المناخي